# Chronique du prêtre de Dioclée
La Chronique du prêtre de Dioclée ou Duklja (en serbo-croate : Ljetopis popa Dukljanina) est le nom donné à une chronique médiévale écrite à la fin du XIIIe siècle par un prêtre anonyme de la Dioclée. Son plus ancien exemplaire conservé est en latin et date du XVIIe siècle. Les historiens modernes pensent qu'il fut compilé entre la fin du XIIe et le début du XVe siècle.
Les historiens considèrent que cette chronique est globalement truffée d'inexactitudes et qu'elle contient des passages fictifs. Elle narre l'histoire de la Dalmatie et des régions voisines du Ve siècle jusqu'au milieu du XIIe siècle. Elle contient aussi des passages à demi empruntés à la mythologie concernant les débuts de l'histoire des Slaves du Sud-Ouest. La section "La vie de saint Jovan Vladimir" est considérée comme un récit fictif correspondant à une histoire antérieure.

## Auteur et date
L'œuvre aurait été réalisée par un "prêtre de Duklja" anonyme (le prêtre Diocleas, connu en serbo-croate sous le nom de pop Dukljanin). L'œuvre n'est connue qu'à travers ses rédactions latines issues d'une imprimerie du XVIIe siècle,. Dmine Papalić, un noble de Split, découvrit le texte et le transcrivit en 1509–10. Il fut ensuite traduit par Marko Marulić en latin en 1510, sous le titre Regnum Dalmatiae et Croatiae gesta. Mavro Orbin, un historien ragusan, l'inclut (parmi d'autres ouvrages) dans son Il regno de gli Slavi (vers 1601); Johannes Lucius fit de même vers 1666.  Ces rédactions latines affirment que l'original était écrit en slave. 
La chronique écrite en latin fut achevée entre 1299 et 1301 dans la ville de Bar (Monténégro) qui faisait alors partie du royaume de Serbie. Son auteur était le presbytre Rudger (ou Rudiger), archevêque catholique de Bar probablement d'origine tchèque.  Ce dernier aurait vécu vers 1300 : les frontières bosniaques mentionnées coïncident avec un texte anonyme, l'Anonymi Descriptio Europae Orientalis (Cracovie, 1916), qui a été daté de l'année 1308.  Les recherches du début du 21e siècle ont établi que Rudger existait vers 1296–1300. 
Les chapitres 1 à 33 de la chronique reposent sur des traditions orales et les affabulations de son auteur. Leur caractère historique est largement rejeté par les historiens.   Les trois chapitres suivants contiennent toutefois des données historiques inestimables sur cette période,. Le chapitre 36 par exemple, sur Saint Jovan Vladimir, est un résumé d'une hagiographie plus ancienne datée entre 1075 et 1089, époque à laquelle la dynastie Vojislavljević s'efforçait d'obtenir l'insigne royal du pape, et d'élever leur région au rang d'archevêché. Ce chapitre contient des données historiques d'une importance considérable et qui se sont avérées fiables.  Les chapitres 34 et 35, qui traitent du père et des oncles de Vladimir, se reposent probablement sur le prologue de cette hagiographie. 
D'autres théories - obsolètes et réfutées - avançaient la thèse que l'auteur avait vécu dans la seconde moitié du XIIe siècle.  Certains historiens croates ont avancé la théorie ,, que l'auteur anonyme était un certain Grgur Barski (Grégoire de Bar), évêque de Bar, qui vivait à la seconde moitié du XIIe siècle. L'évêché de Bar n'existait toutefois plus à cette époque. Dans sa réimpression de 1967 de l'œuvre, l'historien yougoslave Slavko Mijušković déclara que la chronique est un produit littéraire purement fictif, que l'on pouvait attribuer au XIVe ou au début du XVesiècle. L'historien serbe Tibor Živković, dans sa monographie Gesta regum Sclavorum (2009), conclut que les parties principales de la chronique remontaient aux années 1300-1310.

## Contenu
Regnum Sclavorum (1601) peut être divisé de la manière qui suit :
- Introduction ( Auctor ad lectorem )
- Libellus Gothorum, chapitres I à VII
- La légende de Constantin (ou "Légende pannonienne"), chapitres VIII et début IX
- Methodius ( Liber sclavorum qui dicitur Methodius ), reste du chapitre IX
- La chronique de Travunian, chapitres X – XXXV, en deux parties
- La vie de saint Jovan Vladimir, chapitre XXXVI
- Histoire de la Dioclée, chapitres XXXVII – LXVII

Il y a 47 chapitres dans le texte, de tailles diverses et sur des sujets variés.

## Folklore et traductions
L'ouvrage consiste en fait en un certain nombre de manuscrits différents mais semblables, issus d'une source originale qui n'a pas survécu mais qui est supposée avoir été écrite par le prêtre de Dioclée lui-même (ou par d'autres moines copistes lui donnant une aide).
Il est généralement admis que ce prêtre avait inclus dans son œuvre du folklore et de la littérature issus de sources slaves qu'il avait traduits en latin. Parmi les traductions, on trouve "La légende du prince Vladimir", censée avoir été écrite par un autre ecclésiastique de Dioclée (plus précisément Zečanin de Krajina). Dans sa version originale, il s'agissait d'une œuvre hagiographique, une "Vie de saint Vladimir" plutôt qu'une "Légende". Le prince Vladimir, le protagoniste de l'histoire, ainsi que le roi Vladislav qui ordonna l'exécution de Vladimir, étaient des personnages historiques. Toutefois "La légende du prince Vladimir" contient aussi des éléments non historiques.
La chronique fut également complétée par un évêque de Bar résolu à démontrer la supériorité de son diocèse sur celui de l'évêque de Split .
En 1986, la chronique fut traduite du croate en ukrainien par Antin V. Iwachniuk. La traduction fut financée par le Fonds d'études et de recherche ukrainiennes Iwachniuk de l'Université d'Ottawa.

## Évaluation

### Valeur historique, fiction
Diverses allégations inexactes ou fausses dans la chronique en font une source peu fiable. Les historiens modernes émettent de sérieux doutes sur elle et la considèrent globalement comme un ensemble de pensées fictives ou de vœux pieux. Une opinion qui ne fait pas consensus va jusqu'à rejeter l'intégralité de l’œuvre. Il est communément admis qu'elle donne un aperçu unique de cette époque du point de vue de la population indigène slave.
L'ouvrage décrit les Slaves locaux comme un peuple pacifique amené par les dirigeants Goths, qui avaient envahis la région au Ve siècle. Il ne donne toutefois pas d'explications sur comment et quand cela s'est produit. Cette version contredit les informations contenues dans le texte byzantin De Administrando Imperio.
La Chronique mentionne également un Svetopeleg ou Svetopelek, le huitième descendant des envahisseurs goths originaux. Elle le désigne comme le principal dirigeant des terres qui couvrent la Croatie, la Bosnie-Herzégovine, le Monténégro (Dioclée) et la Serbie. Il est également crédité de la christianisation des peuples Goths ou Slaves - une attribution purement fictive. Ces affirmations sur un royaume unifié font probablement écho au royaume morave. Elle fait peut-être aussi référence aux Avars .
La paroisse du prêtre était située au siège de l'archevêché de Dioclée. Selon les ajouts de l'évêque Grégoire de la fin du XIIe siècle, cet Archevêché couvrait une grande partie de l'ouest des Balkans, comprenant les évêchés de Bar, Budva, Kotor, Ulcinj, SVAC, Skadar, Drivast, Poulat, Travonie et Zahumlje.

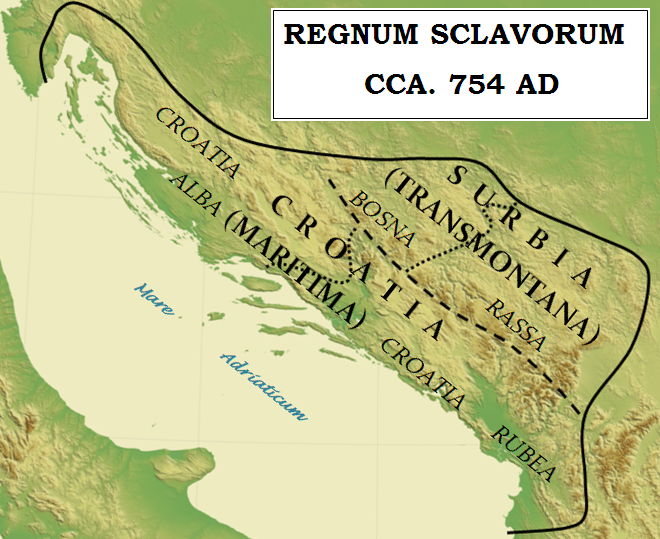
Carte du royaume slave fictif du roi Svetopelek dans les Balkans occidentaux tel que décrit dans la chronique.

En outre, il mentionne que la Bosnie (Bosnam) et la Rascia (Rassa) sont serbes. Il décrit le sud de la Dalmatie, composé de Hum (/Zahumlje), de la Travonie et de la Dioclée (la majeure partie de l'Herzégovine et du Monténégro contemporains, ainsi que des parties de la Croatie et de l'Albanie), comme croates (la « Croatie rouge »). Cette description est incompatible avec toutes les autres œuvres historiques qui se réfèrent à cette période.
L'archevêque de Bar a ensuite été nommé Primas Serbiae. Raguse avait des prétentions pour devenir le centre ecclésiastique naturel de la Dalmatie du Sud. Toutefois la Dioclée (Bar) reçut ce statut, d'autant que le Pape désirait que la Serbie soit rattachée à la Dioclée.

### Région de Bosnie
La région de la Bosnie est décrite dans la chronique comme s'étendant depuis la zone à l'ouest de la rivière Drina, "jusqu'à la montagne de pins" (en latin : ad montem Pini, en croate : do gore Borave). L'emplacement de cette montagne de pin est inconnu. En 1881, l'historien croate Franjo Rački proposa qu'il s'agissait de la montagne de "Borova glava" près du champ de Livno. L'historien croate Luka Jelić proposa que la montagne était située soit entre Maglaj et Skender Vakuf, au nord-ouest de Žepče, soit que c'était la montagne Borovina située entre Vranica et Radovna selon le travail de Ferdo Šišić en 1908. En 1935, l'historien serbe Vladimir Ćorović a écrit que le toponyme se réfère à la montagne de Borova glava, par étymologie et parce qu'elle est située sur le bassin versant de la rivière.   En 1936, l'ethnologue slovène Niko Županič l'avait également interprété pour placer la frontière occidentale de la Bosnie sur une montagne, mais il la plaça au sud-est de Dinara. L'historien croate Anto Babić, en partant du travail de Dominik Mandić en 1978, conclut que le terme se référait approximativement à un endroit situé entre le bassin versant de la Sava et la mer Adriatique,. L'historienne serbe Jelena Mrgić-Radojčić indiqua également l'existence d'une montagne "Borja" située dans le nord de la Bosnie contemporaine, avec une étymologie comparable. 

## Les références
- (en) Cet article est partiellement ou en totalité issu de l’article de Wikipédia en anglais intitulé « Chronicle of the Priest of Duklja » (voir la liste des auteurs).

1. ↑  Paul Stephenson, The Legend of Basil the Bulgar-Slayer, Cambridge, UK, Cambridge University Press, 7 août 2003 (ISBN 978-0-521-81530-7, lire en ligne), p. 27
2. ↑  S. Bujan, La Chronique du pretre de Dioclee. Un faux document historique, Revuedes études byzantines 66 (2008) 5–38
3. ↑  Zarij M. Bešić, Istorija Crne Gore: od najstarijih vremena do kraja XII vijeka, Pedakt︠s︡ija za istoriju t︠s︡rne gore,‎ 1967 (lire en ligne), p. 423
4. ↑  Живковић 2009, p. 379.
5. ↑  Živković 2010, p. 172.
6. 1 2  Živković 2009.
7. 1 2  Живковић 2006.
8. 1 2  Живковић 2009, p. 260.
9. 1 2  Vojislav Nikčević, Kroatističke studije, Erasmus Naklada, 2002 (lire en ligne) :« I Pop Dukljanin, najvjerovatnije Grgur Barski (v. PERI- ČIĆ, 1991) je u Kraljevstvu Slovjena (Regnum Sclavorum) donio i podatke o postojanju Bijele h(o)rvatske. »
10. 1 2  Hrvatski obzor, Eticon, 1996 (lire en ligne) :« Općenito se pretpostavlja da je u Ljetopisu nepoznati autor (E. Peričić naziva ga Grgur Barski) nastojao uzveličati starinu dukljanske crkve i države. Barska je, naime, nadbiskupija bila ukinuta 1142., pa se time nastojalo obnoviti nadbiskupiju, ... »
11. ↑  Franjo Šanjek, Kršćanstvo na hrvatskom prostoru: pregled religiozne povijesti Hrvata (7-20. st.), Kršćanska sadašnjost, 1996 (ISBN 978-953-151-103-2, lire en ligne) :« Anonimni svećenik iz Bara, Pop Dukljanin ili - prema nekim istraživanjima - Grgur Barski, u drugoj polovici 12. stoljeća piše zanimljivo historiografsko djelo poznato kao Libellus Gothorum ili Sclavorum regnum (Ljetopis Popa Dukljanina), ... »
12. ↑  Henrik Birnbaum, « On Medieval and Renaissance Slavic Writing: Selected Essays », Slavistic Printings and Reprintings, Walter de Gruyter, no 266,‎ 1974, p. 304 (ISBN 9783111868905, ISSN 0081-0029, lire en ligne)
13. ↑  Živković 2009, p. 362-365.
14. ↑  Zdenko Zlatar, The Poetics of Slavdom: Part III: Njegoš, vol. 2, Peter Lang, 2007, 573– (ISBN 978-0-8204-8135-7, lire en ligne)
15. ↑  (sh) Đorđe Sp. Radojičić, Jugoslovenski književni leksikon, Novi Sad (SAP Vojvodina, SR Serbia), Matica srpska, 1971, p. 110
16. ↑  (en-US) « Літопис Попа Дукляніна – Найдавніша південнослов'янська пам'ятка » [archive du 23 février 2019], Metropolitan Andrey Sheptytsky Institute of Eastern Christian Studies,‎ 22 février 2019 (consulté le 22 février 2019)
17. ↑  (hr) « Ljetopis popa Dukljanina pred izazovima novije historiografije, Zagreb, 3. ožujka 2011. godine » [archive du 9 octobre 2013], Historiografija.hr, 11 juillet 2011 (consulté le 21 novembre 2012)
18. ↑  Edin Mutapčić, « Oblast – Zemlja Soli u srednjem vijeku », Baština Sjeveroistočne Bosne, JU Zavod za zaštitu i korištenje kulturno-historijskog i prirodnog naslijeđa Tuzlanskog kantona,‎ 2008, p. 18 (ISSN 1986-6895, lire en ligne, consulté le 12 septembre 2012)
19. ↑  (hr) « Hrvatska prije XII vieka: glede na zemljišni obseg i narod », Rad, Yugoslav Academy of Sciences and Arts, vol. LVI,‎ 1881, p. 36 (lire en ligne, consulté le 12 septembre 2012)
20. ↑  (hr) Jelić, « Duvanjski sabor », Journal of the Zagreb Archaeological Museum, Zagreb Archaeological Museum, vol. 10,‎ septembre 1909, p. 138 (ISSN 0350-7165, lire en ligne, consulté le 12 septembre 2012)
21. 1 2  Mrgić-Radojčić 2004, p. 52–53.
22. ↑  Vladimir Ćorović, Teritorijalni razvoj bosanske države u srednjem vijeku, Glas SKA 167, Belgrade, 1935, p. 10-13
23. ↑  Niko Županič, Značenje barvnega atributa v imenu „Crvena Hrvatska". Lecture at the IV Congress of Slavic geographers and ethnographers, Sofia, 18 August 1936.
24. ↑  (hr) Ivan Mužić, « Bijeli Hrvati u banskoj Hrvatskoj i županijska Hrvatska », Starohrvatska Prosvjeta, Split, Croatia, Museum of Croatian Archaeological Monuments, vol. III,‎ décembre 2010, p. 270 (ISSN 0351-4536, lire en ligne, consulté le 12 septembre 2012)
25. ↑  D. Mandić, Državna i vjerska pripadnost sredovječne Bosne i Hecegovine. II. edition, Ziral, Chicago–Rome 1978, p. 408–409.

## Sources
- Летопис Попа Дукљанина (Chronicle of the Priest of Duklja), Београд-Загреб, Српска краљевска академија,‎ 1928 (lire en ligne)
- Драгана Кунчер, Gesta Regum Sclavorum, vol. 1, Београд-Никшић, Историјски институт, Манастир Острог,‎ 2009 (lire en ligne)
- Тибор Живковић, Gesta Regum Sclavorum, vol. 2, Београд-Никшић, Историјски институт, Манастир Острог,‎ 2009 (lire en ligne)